# Капела Мадона ди Помпеј (Авелино)
Капела Мадона ди Помпеј је насеље у Италији у округу Авелино, региону Кампанија.
Према процени из 2011. у насељу је живело 116 становника. Насеље се налази на надморској висини од 439 м.